# Movatn (przystanek kolejowy)
Movatn – kolejowy przystanek osobowy w Movatn, w regionie Oslo w Norwegii, jest oddalony od Oslo Sentralstasjon o 19,34 km. Jest położony na wysokości 271,8 m n.p.m.

## Ruch pasażerski
Leży na linii Gjøvikbanen. Jest elementem  kolei aglomeracyjnej w Oslo - w systemie SKM ma numer  300.  Obsługuje Oslo Sentralstasjon, Gjøvik. Pociągi odjeżdżają w obu kierunkach co pół godziny; Nie wszystkie pociągi zatrzymują się na każdej stacji. 

## Obsługa pasażerów
Wiata, parking na 10 miejsc. Odprawa podróżnych odbywa się w pociągu.